# Metalimnobia zetterstedti
Metalimnobia zetterstedti là một loài ruồi trong họ Limoniidae. Chúng phân bố ở miền Cổ bắc.